# Racibórz
Racibórz (en checo Ratiboř, en alemán Ratibor) es una ciudad de 58.817 habitantes en  Polonia, dentro del Voivodato de Silesia. Pertenece a la región histórica Silesia. Hasta la Segunda Guerra Mundial la ciudad perteneció a Alemania (como parte de la antigua Prusia) y la mayor parte de su población era germana, con minorías checas y polacas, siendo esta última la mayoritaria hoy en día, tras la incorporación definitiva de la ciudad a este país.
El nombre de la ciudad es de origen eslavo. Se llamó así en honor al duque de Racibor, el fundador de la ciudad.

## Ciudades hermanadas
- Kędzierzyn-Koźle, Polonia
- Leverkusen, Alemania
- Opava, República Checa
- Roth bei Nürnberg, Alemania
- Tysmenytsia, Ucrania
- Wrexham, Gales

## Personas destacadas
- Gertrud Arndt, fotógrafa de la Bauhaus
- Theodor Kaluza, físico y matemático.

## Deporte
- RTP Unia Racibórz, club de fútbol femenino de la Ekstraliga femenina.